# Max Kapferer
Max Kapferer (9. dubna 1866 Innsbruck – 13. srpna 1950 Natters) byl rakouský právník a politik německé národnosti z Tyrolska, na konci 19. století poslanec Říšské rady.

## Biografie
Profesí byl advokátem.
Byl i poslancem Říšské rady (celostátního parlamentu Předlitavska), kam usedl ve volbách roku 1897 za kurii městskou a živnostenských a obchodních komor v Tyrolsku, obvod Innsbruck, Hall atd. / Innsbruck. Ve volebním období 1897–1901 se uvádí jako Dr. Max Kapferer, advokátní koncipista, bytem Innsbruck.
Ve volbách roku 1898 kandidoval do Říšské rady jako katolický kandidát. Deklaroval, že po zvolení hodlá přistoupit v parlamentu ke Katolické lidové straně. Tak skutečně učinil, ale v březnu 1898 oznámil, že z klubu Katolické lidové strany vystupuje. Důvodem byl nesouhlas s neutralistickou politikou strany v otázce česko-německého konfliktu (v té době byla zaváděna kontroverzní a německou veřejnosti odmítaná Badeniho jazyková nařízení).
Zasedal rovněž na Tyrolském zemském sněmu, kde byl poslancem za kurii venkovských obcí, obvod Hall v letech 1902–1914. Na sněmu zastupoval Křesťansko-sociální stranu. V roce 1916 se uvádí i jako člen zemského výboru.